# Matthew Hill (judoka)
Matthew Hill (ur. 3 listopada 1976) – australijski judoka.
Startował w Pucharze Świata w latach 1999 i 2001. Złoty medalista mistrzostw Oceanii w 2000 i srebrny w 1998. Wicemistrz Australii w 1999 i 2005 roku.